# La Lame diabolique
Pour plus de détails, voir Fiche technique et Distribution.
La Lame diabolique (剣鬼, Ken ki), est un film japonais réalisé par Kenji Misumi et sorti en 1965.

## Synopsis
Un mystère plane sur la naissance de Hanpei. Sa mère Kin, première suivante de Dame Maki, meurt peu après avoir accouché sans qu'on sache qui est le père, et certains n'hésitent pas à prétendre que Hanpei est le fils d'un chien. L'enfant est confié à un petit vassal. Il grandit dans l'adversité, solitaire et moqué sur son origine, avec pour seule amie Osaki, la fille d'un ami de son père adoptif.
Jeune homme, Hanpei développe des dons exceptionnels, une affinité avec les fleurs qui lui permet de devenir jardinier du seigneur Masanobu, mais aussi une endurance surnaturelle à la course et un sens aiguisé de l'observation. Ces dernières qualités sont remarquées par Yaichirō Daigo, un maître d'arme errant, qui lui enseigne le maniement du sabre mais aussi par un haut officier du clan, Kikuba Kanbei. Ce dernier lui confie une funeste tâche, celle de tuer des espions du Shogunat venus enquêter sur Masanobu. En effet, le seigneur du clan Komoro sombre peu à peu dans la folie et si le Shogunat venait à l'apprendre, c'en serait fini du clan.
Hanpei, sous les ordres de Kanbei, en vient à tuer plusieurs espions, au nombre desquels figure son maître Yaichirō Daigo, ainsi que des membres rebelles du clan, hostiles au maintien de Masanobu au pouvoir.

## Fiche technique
- Titre français : La Lame diabolique
- Titre original : 剣鬼 (Ken ki?)
- Réalisation : Kenji Misumi
- Scénario : Seiji Hoshikawa d'après un roman de Renzaburō Shibata
- Photographie : Chikashi Makiura
- Montage : Kanji Suganuma
- Décors : Shigenori Shimoishizaka
- Musique : Hajime Kaburagi
- Sociétés de production : Daiei
- Pays d'origine :  Japon
- Langue originale : japonais
- Format : couleurs - 2,35:1 - 35 mm - son mono
- Genre : jidai-geki ; chanbara
- Durée : 83 min[1] (métrage : 8 bobines - 2272 m[1])
- Date de sortie :
  - Japon : 16 octobre 1965[1]

## Distribution
- Raizō Ichikawa : Hanpei
- Kei Satō : Kikuba Kanbei
- Michiko Sugata : Osaki
- Gorō Mutsumi : Tomozō
- Rokkō Toura : le seigneur Masanobu Un'no
- Kentarō Kudō : Asazō
- Asao Uchida : Yaichirō Daigo
- Ryūzō Shimada : Kansuke Hatta
- Yukiko Komura : Kin, la mère de Hanpei
- Ryūtarō Gomi : l'espion déguisé en komusō
- Kazue Tamaki : Taichiemon Tsuzaki, le responsable des écuries
- Shōsaku Sugiyama : Tanzaemon Ikenaga
- Gen Kimura : Takeshi Tanakura
- Saburō Date : Shingo Toda
- Ryōsuke Kagawa : Shuzen Kagemura

## Autour du film
La Lame diabolique est le troisième volet de la Trilogie de la lame de Kenji Misumi qui comprend également les films Tuer ! (斬る, Kiru, 1962) et Le Sabre (剣, Ken, 1964).